# Слупе (гміна Бакалажево)
Слупе (пол. Słupie) — село в Польщі, у гміні Бакалажево Сувальського повіту Підляського воєводства.
Населення — 52 особи (2011).
У 1975-1998 роках село належало до Сувальського воєводства.

## Демографія
Демографічна структура станом на 31 березня 2011 року:
|          | Загалом | Допрацездатний вік | Працездатний вік | Постпрацездатний вік |
| -------- | ------- | ------------------ | ---------------- | -------------------- |
| Чоловіки | 28      | 6                  | 20               | 2                    |
| Жінки    | 24      | 6                  | 14               | 4                    |
| Разом    | 52      | 12                 | 34               | 6                    |